# Bratuš
Bratuš és un poble del municipi de Baška Voda (Split-Dalmàcia, Croàcia). Fou fundat al segle xviii per algunes famílies de pescadors de Podgora.